# Kaiserstraße 13 (Quedlinburg)

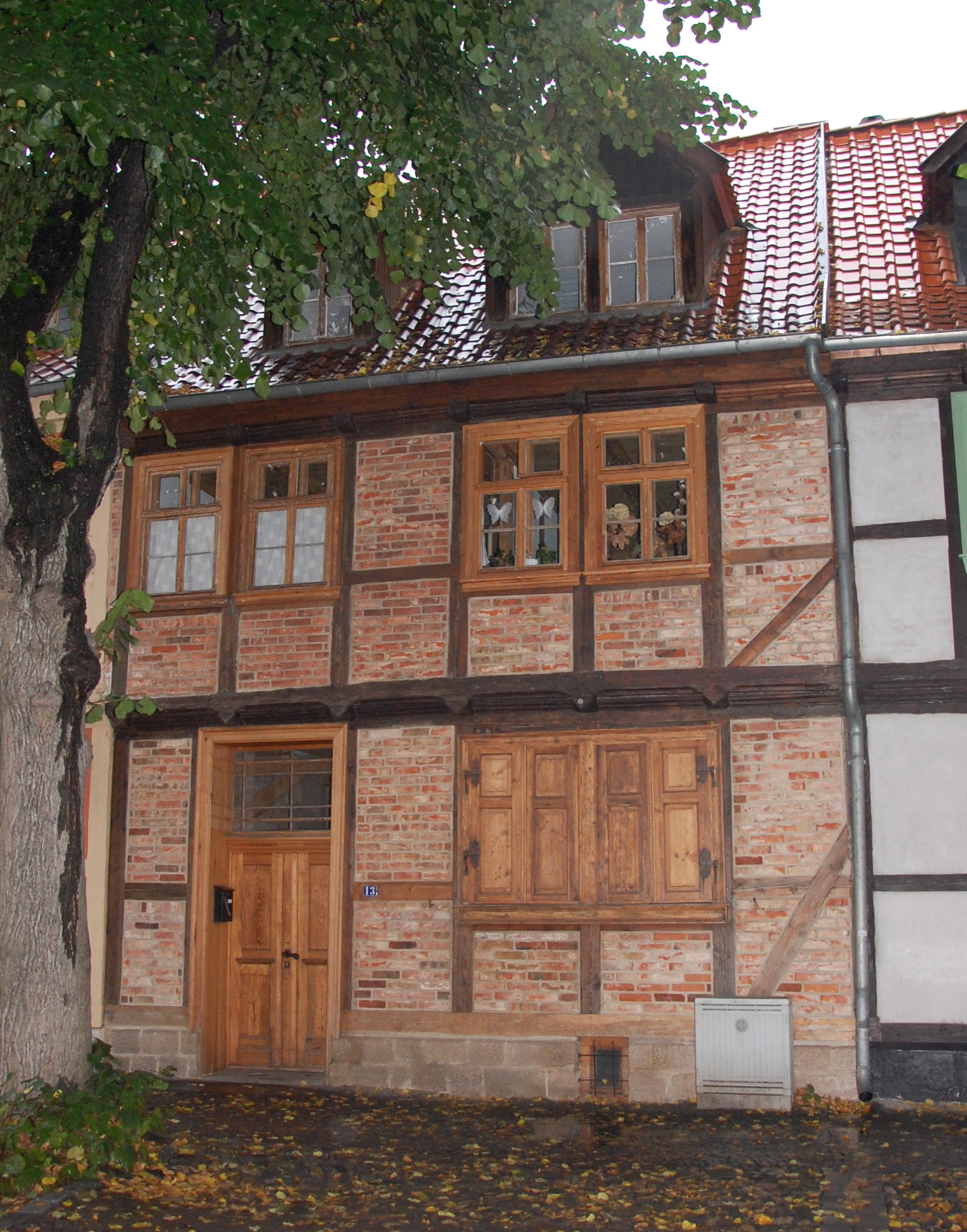
Kaiserstraße 13

Das Haus Kaiserstraße 13 ist ein denkmalgeschütztes Gebäude in der Stadt Quedlinburg in Sachsen-Anhalt.

## Lage
Es befindet sich in der historischen Quedlinburger Neustadt auf der Nordseite der Kaiserstraße und ist im Quedlinburger Denkmalverzeichnis als Wohnhaus eingetragen. Westlich grenzt das gleichfalls denkmalgeschützte Haus Kaiserstraße 12, östlich das Haus Kaiserstraße 14 an.

## Architektur und Geschichte
Das zweigeschossige Fachwerkhaus entstand in der Zeit um 1700. Am Fachwerk finden sich als zierende Elemente Pyramidenbalkenköpfe sowie Fasungen an der Stockschwelle. Die Haustür des Gebäudes stammt etwa von 1840, während Fensterläden und -rahmen um 1880 angefertigt wurden.